# Los sustos ocultos de Frankelda
Los Sustos Ocultos de Frankelda ("Frankelda's Book of Spooks" en inglés) es una serie mexicana de televisión, animada en stop-motion de antología y terror, creada por los hermanos Arturo y Roy Ambriz Rendón, producida por el estudio de animación Cinema Fantasma. Alojada en HBO Max.La serie tendra una película llamada "Frankelda y El Príncipe de los Sustos", la fecha de la película es desconocida.

## Argumento
Frankelda, una misteriosa escritora fantasma, cuenta historias aterradoras a los espectadores con ayuda de su gruñón libro encantado, donde niñas y niños tienen encuentros con gnomos, brujas, monstruos, sirenas y demás criaturas espeluznantes conocidas como «los sustos» que los harán enfrentarse a sus miedos más profundos. Todo lo anterior mientras han estado atrapados en una mansión con conciencia propia por siglos.

## Reparto de voz
| Personaje | Voz de               |
| --------- | -------------------- |
| Frankelda | Mireya Mendoza       |
| Herneval  | Arturo Mercado Jr.   |
| Mansión   | Luis Leonardo Suárez |

## Personajes
- Frankelda (Francisca Imelda cuando estaba viva):
Es una misteriosa escritora fantasma de más de 150 años que narra a los espectadores las historias que ha escrito en un libro con conciencia propia (Herneval). Su nombre Frankelda es una combinación de sus dos nombres (Francisca Imelda).
Estando viva, desde niña tenía muchísima imaginación y escribía historias de terror, pero su familia la rechazaban y desmotivaba. Cuando ya era adulta su deseo de volverse escritora se vio frustrado por las concepciones que tenían los demás, tanto por la naturaleza de sus escritos, como por el hecho de ser mujer.
Frustrada, decidió aceptar la invitación de Herneval (príncipe de los sustos), para ir al mundo de estos, donde sus historias serían aceptadas y se convertiría en la más famosa escritora de terror, como siempre había sido su sueño. El único inconveniente es que solo podía ir su conciencia, así que se separa de su cuerpo físico. En algún momento, tanto ella como Herneval son engañados y  atrapados en una mansión poseída por el antiguo pesadillero real (Procustes).
Después de 150 años, despierta por la fuerza que le da el público que escucha sus historias. Nos cuenta que es la responsable de crear las pesadillas que atormentan a los humanos, así que ellos pueden oír sus historias, pero nadie sabe que ella es la autora, por lo que se ha convertido en una escritora fantasma.
Afirma estar enamorada de Herneval y usualmente se les ve expresando su cariño entre sí. A tal punto que ambos se niega a abandonarse, sin importar que arriesguen su propia libertad.

- Herneval: es un libro gruñón con conciencia propia donde están escritas las historias de Frankelda y siempre la regaña ya que podría despertar a la mansión, esto sin embargo es porque teme lo que la mansión podría hacerle a ella. En el pasado Herneval, era el príncipe de la raza de "Los Sustos", una raza que solo puede sobrevivir gracias al miedo que los humanos les tienen a ellos, por lo que escriben y envían pesadillas para mantener su supervivencia. Cuando el joven conoció a Francisca Imelda se quedó fascinado por sus historias al punto de invitarla a ir con él a su mundo. Fue el responsable de convertir a Frankelda en la "escritora fantasma" que actualmente es. Afirma haber leído todas sus historias, hecho que se confirma al saberse el poema "Tinta Invisible" que fue el ultimo poema que Francisca escribió. Se enamoró en algún punto de Francisca Imelda y después de 150 años ese amor sigue siendo él mismo al punto de sacrificarse para que ella escapase de la mansión sin él. En algún periodo de tiempo indeterminado fue encerrado en la mansión por Procustes, el pesadillero real, sin embargo Herneval logró ponerlo a dormir durante mucho tiempo. Los hechos que lo llevaron a convertirse en un libro son desconocidos.

- Mansión: es una mansión con conciencia propia pero que está dormida y tiene atrapados al Libro y a Frankelda. Solo se despierta si gritan su nombre real, "Procustes". En el pasado era el "Pesadillero real", responsable de crear las pesadillas para atormentar a los humanos y que ellos sigan creyendo en los de su especie, sin embargo se quedó sin ideas y en palabras del príncipe solo escribía "cliché tras cliché" que no lograba hacer que los humanos tuvieran miedo, lo que provocó una crisis que tuvo como resultado el de invitar a una humana a su mundo. Al parecer siente un profundo resentimiento y celos a aquellos que quieran remplazarlo. Tiene la capacidad de espiar a los demás mediante arañas y al parecer tiene el poder suficiente para encerrar a un miembro de la realeza. Como o porque se convirtió en la mansión son hechos aun desconocidos, sin embargo es posible que de hecho  mantenga a Frankelda y Herneval  en su "conciencia" a consecuencia de  permanecer dormido por el poder del príncipe.

## Lanzamiento
La serie se estrenó en la plataforma de streaming HBO Max y se transmitió en el canal de televisión Cartoon Network Latinoamérica el 29 de octubre de 2021.

## Episodios

### Resumen
| Piloto                                        | Estreno                 | Transmisión               | Duración |
| --------------------------------------------- | ----------------------- | ------------------------- | -------- |
| Sustos ocultos de Frankelda - Capítulo piloto | 11 de noviembre de 2019 | Cartoon Network - Youtube | 4:17 min |

| Temporada | Temporada   | Episodios | Episodios | Emisión original      | Emisión original |
| Temporada | Temporada   | Episodios | Episodios | Primera emisión       | Última emisión   |
| --------- | ----------- | --------- | --------- | --------------------- | ---------------- |
|           | Temporada 1 | 5         | 5         | 29 de octubre de 2021 | desconocido      |

### Primera temporada (2021)
| No. | Título                      | Dirigido por                             | Escrito por                                               | Fecha de emisión original |
| --- | --------------------------- | ---------------------------------------- | --------------------------------------------------------- | ------------------------- |
| 1 | «Dame tu nombre»            | Arturo Ambriz Rendón y Roy Ambriz Rendón | Fernando Rendón, Arturo Ambriz Rendón y Roy Ambriz Rendón | 29 de octubre de 2021     |
| Frankelda cuenta la historia de Nemo, un niño que está dispuesto a ofrecerle a un gnomo lo más valioso que tiene a cambio de tiempo libre.                                                                               |                             |                                          |                                                           |                           |
| 2 | «Te puedes transformar»     | Arturo Ambriz Rendón y Roy Ambriz Rendón | Fernando Rendón, Arturo Ambriz Rendón y Roy Ambriz Rendón | 29 de octubre de 2021     |
| Frankelda narra la historia de Magali, una niña que acepta un trato con tres mujeres misteriosas, en busca de cambiar para encajar.                                                                                      |                             |                                          |                                                           |                           |
| 3 | «En sus miedos se ahogarán» | Arturo Ambriz Rendón y Roy Ambriz Rendón | Fernando Rendón, Arturo Ambriz Rendón y Roy Ambriz Rendón | 29 de octubre de 2021     |
| Frankelda relata la historia de Uli, un niño que tendrá que vencer sus propias inseguridades para rescatar a sus amigos de las garras de un mitológico ser acuático.                                                     |                             |                                          |                                                           |                           |
| 4 | «Salgamos de la oscuridad»  | Arturo Ambriz Rendón y Roy Ambriz Rendón | Fernando Rendón, Arturo Ambriz Rendón y Roy Ambriz Rendón | 29 de octubre de 2021     |
| Frankelda cuenta la historia de Tere, una niña que hace un trato con un carismático susto para dejar de sufrir por la pasión que siente hacia la música.                                                                 |                             |                                          |                                                           |                           |
| 5 | «Tinta invisible»           | Arturo Ambriz Rendón y Roy Ambriz Rendón | Fernando Rendón, Arturo Ambriz Rendón y Roy Ambriz Rendón | 29 de octubre de 2021     |
| Frankelda relata la historia de Francisca Imelda, una niña que decide desafiar al mundo para poder dedicarse a escribir cuentos de terror. Con la ayuda de un ser misterioso cambiará el camino de su vida para siempre. |                             |                                          |                                                           |                           |